# Mie Hama
Mie Hama (浜美枝 Hama Mie?, n. 20 noiembrie 1943, Tokyo⁠(d), Tōkyō, Japonia) este o actriță japoneză cunoscută în afara Japoniei pentru interpretarea rolului Kissy Suzuki în filmul  You Only Live Twice (1967) cu James Bond.

## Carieră
Hama lucra pe post de conductor de autobuz atunci când a fost observată de producătorul Tomoyuki Tanaka. A fost distribuită în filme și a ajuns una dintre cele mai solicitate actrițe din Japonia. În anul 1963 a jucat alături de Toshirō Mifune în Legs des 500 000 și The Lost World of Sinbad. În primul din cele două filme a jucat rolul soției filipineze a unui militar japonez, în timp ce în al doilea a interpretat o prințesă capturată de pirați. Nu s-a simțit tensionată jucând alături de Mifune, pe care l-a descris ca „o persoană sensibilă și foarte delicată”, și a trebuit să învețe să arunce sulița.
A avut, de asemenea, apariții notabile în comedia cu spioni Kokusai himitsu keisatsu: Kagi no kagi (1965), care a fost sursa de inspirație a filmului What’s Up, Tiger Lily? al lui Woody Allen, și în filmele fantastice și cu monștri ale studiourilor Toho, precum King Kong vs. Godzilla (1962), Lumea pierdută a lui Sinbad (1963) și King Kong evadează (1967). În momentul când a fost distribuită în You Only Live Twice, apăruse deja în peste 60 de filme.
Hama a fost inițial distribuită pentru a interpreta personajul Aki (care a fost numit inițial Suki), iar colega ei, Akiko Wakabayashi, a fost aleasă pentru rolul Kissy Suzuki. Cele două actrițe au fost trimise la Londra pentru a lua, timp de trei luni, lecții de limba engleză, iar rolurile lor au fost schimbate din cauza faptului că Mie Hama avea dificultăți în vorbirea limbii engleze; vocea ei a fost dublată în versiunea finală a filmului de Nikki van der Zyl. Ea a renunțat ulterior la cariera de actriță și a devenit realizatoare de talk-show-uri în Japonia. A popularizat minunile naturale ale Japoniei și a promovat conservarea mediului înconjurător. Ea deține și închiriază o clădire tradițională numită„Hakone-Yamaboushi” în zona Muntelui Fuji, casă care este construită din diverse case abandonate.
În 2017 a declarat într-un articol din ziarul New York Times că a renunțat la actorie, pentru că și-a dorit o viață normală, în care a scris 14 cărți, a devenit realizatoare de emisiuni de radio și de televiziune, a popularizat arta populară și a pledat pentru conservarea fermelor și a tehnicilor agricole vechi și pentru se căsători cu director din televiziune și a-și crește cei patru copii ai lor.
Mie Hama a apărut în aproape 90 de filme, mai ales în anii 1960, între 1960 și 1989.

## Viață personală
Mie Hama s-a căsătorit cu un director de televiziune, cu care are patru copii.

## Filmografie parțială
- 1962: King Kong vs. Godzilla (キングコング対ゴジラ Kingu Kongu tai Gojira?), regizat de Ishirō Honda - Fumiko Sakarai
- 1963: Legs des 500 000 (五十万人の遺産 Gojūman-nin no isan?), regizat de Toshirō Mifune - soția lui Yamazaki, localnică din Igorot[11]
- 1963: The Lost World of Sinbad (大盗賊 Daitōzoku?), regizat de Senkichi Taniguchi - prințesa captivă Yaya[12]
- 1963: Attack Squadron! (太平洋の翼 Taiheiyō no Tsubasa?), regizat de Shue Matsubayashi
- 1964: Une femme dans la tourmente (乱れる Midareru?), regizat de Mikio Naruse
- 1964: Les plus belles escroqueries du monde, segmentul „Les Cinq Bienfaiteurs de Fumiko”, regizat de Hiromichi Horikawa
- 1965: Degetul de fier (Hyappatsu hyakuchu), regia Jun Fukuda
- 1965: International Secret Police: Key of Keys (国際秘密警察 鍵の鍵 Kokusai himitsu keisatsu: Kagi no kagi?), regizat de Senkichi Taniguchi - Miichin/Mi Chen
- 1966: Lily la tigresse (What's Up, Tiger Lily?), regizat de Woody Allen - Teri Yaki
- 1966: Les Aventures de Takla Makan (奇巌城の冒険 Kigan-jō no bōken?), regizat de Senkichi Taniguchi - fiica hangiului[13]
- 1967: On ne vit que deux fois (You Only Live Twice), regizat de Lewis Gilbert - Kissy Suzuki[2]
- 1967: King Kong evadează (キングコングの逆襲 Kingu Kongu no gyakushu?), regizat de Ishirō Honda - Madame Piranha
- 1967: Nuages épars (乱れ雲 Midaregumo?), regizat de Mikio Naruse - Teruko
- 1968: Nippon ichi no uragiri-otoko (日本一の裏切り男?), regizat de Eizō Sugawa
- 1968: Showa no inochi (昭和のいのち?), regizat de Toshio Masuda
- 1969: Arashi no yushatachi (嵐の勇者たち?), regizat de Toshio Masuda
- 1970: Sutemi no Narazu-mono (捨て身のならず者?), regizat de Yasuo Furuhata
- 1971: 3000 kiro no wana (３０００キロの罠?), regizat de Jun Fukuda
- 1975: Edo no Kaze (江戸の旋風?) - Oyou
- 1985: Kitchen (キッチン?), regizat de Yoshimitsu Morita

## Legături externe
- Site oficial
- Mie Hama la Internet Movie Database
- Mie Hama pe Japanese Movie Database